# Titrator
Een titrator is in de analytische chemie een apparaat dat in staat is (semi) zelfstandig een titratie uit te voeren.

## Opbouw
In een titrator worden drie functionele aspecten van een titratie met elkaar verenigd:
- motorzuigerburet. Omdat het gebruik van de titrator erop gericht is de (toevallige) invloed van de analist tot een minimum te beperken wordt het toevoegen van reagens via een motorzuigerburet uitgevoerd. Of, en hoe snel, de motorzuigerburet reagens moet toevoegen, wordt door de besturingseenheid bepaald.
- Eindpuntindicatie. Bij een titratie moet worden vastgesteld wanneer voldoende reagens is toegevoegd. Vaak wordt een elektrochemische eindpuntsmethode gekozen. Dit heeft het voordeel dat het meetsignaal direct elektrisch (elektronisch) verwerkt kan worden.
- Besturingseenheid. De besturingseenheid bepaalt hoe snel reagens wordt toegevoegd en of aan de eindwaarde van de titratie wordt voldaan.

## Ontwikkeling
In de klassieke uitvoering van een titrator waren de hierboven genoemde onderdelen vaak nog als drie onafhankelijke eenheden uitgevoerd. De onderlinge koppeling maakte uiteindelijk de titrator. De ontwikkelingen in de microelektronica hebben het mogelijk gemaakt de drie functies meer en meer te integreren in één apparaat. Omdat een buretcilinder van 20 ml niet kleiner te maken is dan 20 ml is het uiterlijk van de titrator momenteel dat van een motorzuigerburet. De functionaliteit van de andere twee eenheden is ondergebracht in een of meer microchips in de behuizing van de motorzuigerburet.
De titrator wordt in eerste instantie veel ingezet op het gebied van de potentiometrische titratie. Latere toevoegingen maakten het mogelijk ook andere elektrochemische eindpuntbepalingen zoals de biamperometrische methode toe te passen. De laatste ontwikkelingen op dit gebied maken het mogelijk om bijvoorbeeld fotometrische titraties met behulp van een led uit te voeren.

## Parameters/Acties
Om met een titrator te kunnen werken moet de analist een aantal zaken rond de titratie instellen. Ondanks de ontwikkeling op dit terrein zijn de in te stellen parameters niet veel gewijzigd.
- titratiesnelheid: de snelheid van toevoegen van het reagens heeft op verschillende manieren invloed op de betrouwbaarheid van de titratie. Te snel toevoegen geeft het systeem misschien niet voldoende tijd om zich op de nieuwe situatie in te stellen, te langzaam toevoegen biedt storende reacties (vooral oplossen van kooldioxide uit de lucht) meer kansen.
- proportionele band: Vlak in de buurt van het equivalentiepunt wordt vaak langzamer reagens toegevoegd. "Vlak in de buurt" kan bij verschillende soorten titratie getalsmatig een andere betekenis hebben.[1]
- Eindpunt: Afhankelijk van de keuze van eindpuntsbepaling moet dit wel of niet worden ingesteld (zie ook potentiometrische titratie). Ook bij methoden waarbij uit de serie meetwaarden het equivalentiepunt wordt bepaald moet vaak wel aangegeven worden wanneer in ieder geval met de titratie gestopt mag worden. Als om welke reden dan ook geen equivalentiepunt wordt gevonden zou de titratie steeds maar doorlopen wat aanleiding geeft tot tovenaarsleerlingsituaties.
- Delay: Na toevoegen van een nieuwe hoeveelheid reagens kan de situaties ontstaan dat het meetsysteem het bereiken van de eindwaarde vaststelt. Voordat inderdaad de titratie gestopt wordt, moet de eindwaarde een bepaalde tijd blijven bestaan. Na mengen kan de meetwaarde immers weer naar een "nog niet klaar"-waarde teruggaan. Vooral bij een titratie waarbij naar een eindwaarde wordt toegewerkt is dit belangrijk. In het geval het equivalentiepunt bepaald wordt op basis van de hele meetserie geeft deze parameter aan hoelang een waarde "stabiel moet blijven" om als meetwaarde bij het toegevoegde volume reagens te tellen.
- Drift: In combinatie met "Delay" (zie boven). Absolute stabiliteit is op millivoltniveau lastig te realiseren. Als de meetwaarde niet meer dan de hier ingestelde waarde per tijdseenheid verandert wordt het signaal "stabiel" genoemd.
- Startsignaal: De titrator mag met de titratie beginnen
- Noodstop: Ook de goede analist drukt weleens op het verkeerde moment op een knop.

Naast deze functies is een moderne titrator vaak ook in staat de complete berekening uit te voeren en naar een LIMS te versturen.

## Opmerkingen in de tekst
1. ↑  Bij de titratie van HCl met NaOH betekent het passeren van pH = 4 dat het eindpunt bijna bereikt is. Bij dezelfde pH-waarde in de titratie van azijnzuur met NaOH is de titratie nog niet halverwege.